# Iglesia de Santa María de Gracia (Calañas)
La Parroquia de Santa María de Gracia es un templo católico situado en el municipio español de Calañas, en la provincia de Huelva.

## Historia
Se data el inicio de la construcción en el siglo XVI, del que se conservarían las bóvedas de crucería del primer tramo de las naves laterales y la portada de los pies, de época de los Reyes Católicos. Las bóvedas del presbiterio y la sacristía corresponderían cronológicamente a finales del siglo XVI o principios del XVII. A partir de 1672 se desarrollan obras de ampliación, en las cuales es trasladada la portada original isabelina al nuevo hastial. 
En el siglo XIX se levantan las portadas laterales. En este siglo recibe sepultura en la capilla bautismal José Tixero, provincial de la orden agustina, según recuerda una lápida de 1808. Entre 1856 y 1862, Manuel Portillo Navarrete dirige la sustitución de la techumbre por la actual azotea.
En 1936 fue uno de los numerosos templos de la provincia que sufrió el asalto y destrucción de su patrimonio artístico en el inicio de la Guerra Civil.

## Descripción
La parroquia calañesa presenta unos potentes volúmenes, lo que unido a sus amplios contrafuertes y su gran sobriedad ornamental le otorga un aspecto sobrio y compacto. A los pies presenta una sobria portada de ladrillo formada por tres arquivoltas conopiales. Las portadas laterales, igualmente de ladrillo, son de principios del siglo XIX. La torre presenta un cuerpo de campanas con arcos de medio punto entre pilastras cajeadas dobles, inspirado en el de la Giralda de Sevilla, y se corona con chapitel octogonal revestido de azulejos azules.
En su interior presenta planta basilical, con tres naves separadas por pilares cruciformes de orden toscano. La cúpula de media naranja del primer tramo de la nave central recuerda a la de la Iglesia de San Isidoro de Sevilla, trazada en estos años por Vermondo Resta.
El retablo mayor fue realizado en la posguerra, aunque siguiendo las trazas de uno anterior diseñado por Pedro Roldán y Villavicencio en el siglo XVIII. Lo preside la Virgen de Gracia, tallada por Francisco Buiza en 1948. Sobre el sagrario se coloca un Niño Jesús, del siglo XVII aunque bastante repintado.

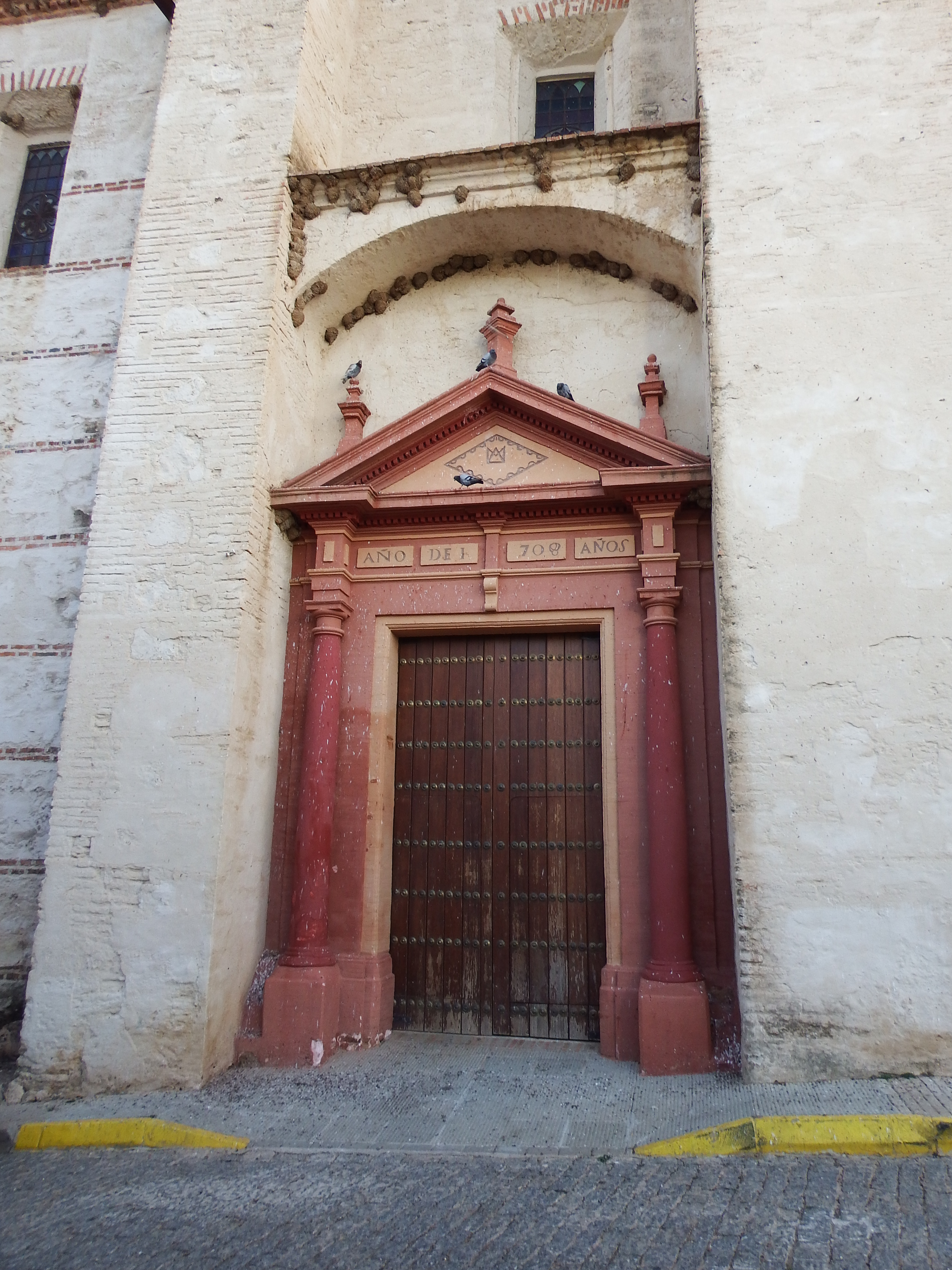
Portada

Además de la titular del templo, Francisco Buiza realizó varias imágenes concebidas para las procesiones de Semana Santa: el Cautivo, el Cristo de la Vera Cruz, la Virgen de los Dolores y la Virgen de la Amargura, además de un relieve del Bautismo de Cristo conservado en el sotocoro.
El retablo de la Inmaculada fue recompuesto con fragmentos de otras obras del siglo XVIII. Lo preside una Purísima de Antonio Bidón de 1940. El púlpito de forja es una obra barroca realizada por el herrero Antonio Roldán en 1706.
Repartidas por distintos ámbitos del templo hay una reseñable colección de pinturas. La Asunción de grandes dimensiones que cuelga sobre la entrada a la capilla sacramental puede datarse a finales del siglo XVII o principios del XVIII. Del XIX es un lienzo de la Virgen del Rosario de factura popular, contemporáneo del Calvario que está en la sacristía. En la capilla de las Ánimas hay una Virgen del Carmen pintada por Antonio Brunt en 1945. Contreras Fernández firmó en 1957 un retrato de la Virgen de la Coronada, patrona de la localidad.
El ajuar litúrgico del templo atesora dos cálices notables, uno renacentista de la segunda mitad del siglo XVI y otro rococó, de finales del XVIII y procedencia americana. Además, en la sacristía se conserva parte de una cajonera rococó de hacia 1760.